# Objet géocroiseur

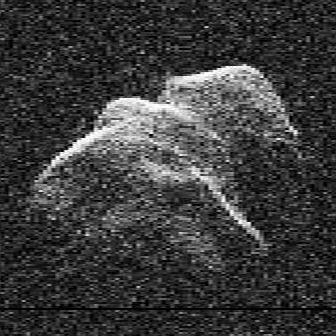
L'astéroïde géocroiseur (4179) Toutatis est considéré comme un objet potentiellement dangereux.

Un objet géocroiseur (ou NEO, de l'anglais Near Earth Object) est un astéroïde ou une comète du Système solaire que son orbite autour du Soleil amène à faible distance de l'orbite terrestre, et donc potentiellement à proximité de la Terre. Compte tenu de leur masse et de leur vitesse, les objets géocroiseurs peuvent entraîner une catastrophe humaine majeure, éventuellement planétaire, même si la probabilité d'un tel impact est extrêmement faible.
La menace constituée par ces objets célestes a commencé à être prise en compte aux États-Unis à la fin des années 1990. Des campagnes d'observation menées à l'aide de télescopes basés sur Terre sont menées depuis cette époque. Par ailleurs la NASA développe deux missions spatiales chargées de limiter le risque : NEO Surveyor est un observatoire spatial consacré pour la première fois à la détection de ces objets (date de lancement vers 2025) tandis que DART (lancement en 2021) a testé le 26 septembre 2022 la méthode de l'impacteur pour dévier un astéroïde d'une trajectoire de collision avec la Terre.
Les programmes d'observation détectent chaque année plus de 2 000 nouveaux objets géocroiseurs : en septembre 2019, le nombre total de ces objets atteignait le chiffre de 21 000 dont une centaine de comètes (NEC, Near Earth Comets), le solde étant constitué d'astéroïdes géocroiseurs (NEA, Near Earth Asteroids). Le recensement des objets les plus gros (plus d'un kilomètre de diamètre) est pratiquement achevé, mais seulement 40 % des astéroïdes de plus de 140 mètres ont été découverts.

## Définition
En dehors du Soleil, le Système solaire est pour l'essentiel de sa masse composé de planètes (et des satellites de ces dernières) dont les orbites autour du Soleil sont stables sur de longues échelles de temps et ont une forme quasi circulaire tout en étant très éloignées les unes des autres. Il existe également de nombreux autres petits corps qui, pour différentes raisons, ne se sont pas agglomérés au moment de la formation du Système solaire. Ce sont, d'une part, les astéroïdes et, d'autre part, les comètes. Ces objets circulent principalement dans la ceinture d'astéroïdes entre Mars et Jupiter ou au-delà des planètes externes du Système solaire dans la ceinture de Kuiper. Ils sont très nombreux : il y a, par exemple, plus d'un million d'astéroïdes de plus d'un kilomètre de diamètre dans la ceinture d'astéroïdes. L'orbite de ces corps n'est souvent pas stable à long terme : elle est perturbée par l'influence gravitationnelle des planètes, en particulier par Jupiter, ou bien les collisions peuvent les chasser de la région de l'espace où elles circulent. L'orbite résultant de ces perturbations peut venir couper l'orbite de la Terre ou s'en approcher fortement et ainsi présenter un risque de collision. Les corps dont le périgée se situe à moins de 1,3 unité astronomique (UA) du Soleil (l'orbite de la Terre est éloigné de 1 UA du Soleil soit 150 millions de kilomètres) sont considérés comme des objets géocroiseurs, c'est-à-dire susceptibles d'impacter la Terre à un horizon plus ou moins lointain. Les corps qui passent à moins de 7 millions de kilomètres de la Terre (=0,05 UA) et ont un diamètre supérieur à 140 mètres présentent un risque accru (probabilité d'impact et conséquences de l'impact) : ils sont désignés comme des objets potentiellement dangereux (ou PHO, de l'anglais Potentially Hazardous Object) et font l'objet à ce titre d'un suivi plus rapproché.
Le terme géocroiseur a été créé par Alain Maury.

### Astéroïdes géocroiseurs

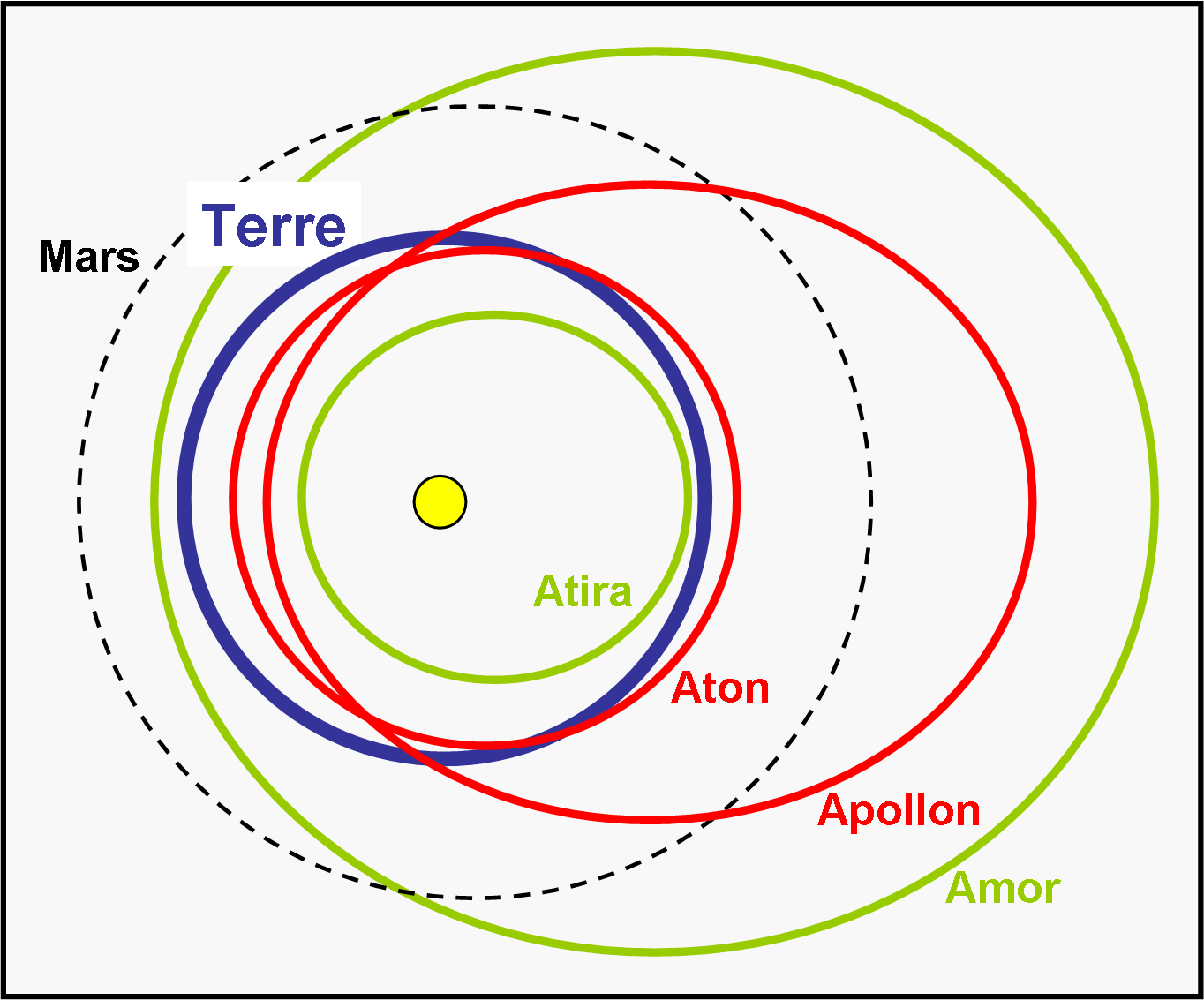
Orbites des différentes familles d'astéroïdes constituant une menace pour la Terre : les géocroiseurs des familles Apollon et Aton (représentées en rouge) coupant l'orbite de la Terre (bleu foncé) et les géofrôleurs des familles Amor et Atira (vert).

Les astéroïdes géocroiseurs sont généralement des corps célestes qui à l'origine circulaient dans la ceinture d'astéroïdes et qui en ont été chassés il y a au plus quelques millions d'années, sous l'effet soit de phénomènes d'attraction, soit de la résonance orbitale avec Jupiter, soit de collisions avec d'autres astéroïdes. Les astéroïdes représentent l'écrasante majorité des objets géocroiseurs. Ils sont regroupés dans quatre familles définies par leurs caractéristiques orbitales − périhélie (p), aphélie (a) et rayon orbital moyen (R) :
- les astéroïdes Amor évoluent toujours à l'extérieur de l'orbite terrestre, mais leur périhélie se situe à l'intérieur de celui de Mars : R > 1 UA, 1,017 UA < p < 1,3 UA ;
- les astéroïdes Apollon circulent la plupart du temps à l'extérieur de l'orbite de la Terre, mais y entrent régulièrement pour atteindre leur périhélie : R > 1 UA, p < 1,017 UA ;
- les astéroïdes Aten restent la plupart du temps à l'intérieur de l'orbite de la Terre, mais la dépassent régulièrement pour atteindre leur aphélie : R < 1 UA, a > 0,983 UA ;
- les astéroïdes Atira évoluent toujours à l'intérieur de l'orbite terrestre : R < 1 UA, a < 0,983 UA.

La composition des astéroïdes géocroiseurs reflète celle des objets de la ceinture d’astéroïdes. On y trouve donc des objets célestes très différents. La catégorie principale (75 %) est constituée par des astéroïdes de type C qui sont des chondrites carbonées, sombres. Les astéroïdes de type S (17 %) sont riches en silicate, fer, nickel et magnésium et sont plus brillants. Les astéroïdes de type M (quelques pourcents) sont métalliques (alliages fer-nickel). Un astéroïde peut être une pile de débris à la structure poreuse, peu dense. Les conséquences d'une collision avec la Terre dépendent en partie de la nature de l'astéroïde (les autres facteurs étant sa vitesse et son diamètre). Si celui-ci est métallique, il est probable qu'il ne se fragmentera pas durant la rentrée atmosphérique et les dégâts seront beaucoup plus importants que s'il est constitué d'une pile de débris (à diamètre identique).

### Comètes
Les comètes sont des corps célestes composés en grande partie de glace d'eau qui circulent sur des orbites très allongées, car elles proviennent soit de la ceinture de Kuiper, soit du nuage de Oort. Du fait de leur orbite, leurs passages près du Soleil sont très espacés dans le temps. Certaines comètes s'approchent suffisamment de la Terre pour constituer une menace potentielle. Le Center for Near Earth Object Studies de la NASA range dans la catégorie des géocroiseurs les comètes dont le périhélie (p) (le point de leur orbite le plus proche du Soleil) est situé à moins de 1,3 unité astronomique du Soleil et dont la période est suffisamment courte (inférieure à 200 ans) pour qu'un rapprochement avec la Terre à l'échelle historique soit statistiquement plausible. Les comètes constituent un sous-ensemble très réduit des objets géocroiseurs. Environ 110 comètes entrant dans la catégorie des géocroiseurs avaient été recensées en 2019.

## Dénombrement

### Bilan en 2019
Courant 2019 les observations effectuées avec des télescopes terrestres ou spatiaux n'ont permis de découvrir qu'une très faible proportion des géocroiseurs d'une taille supérieure à 30 mètres (16 000 sur environ un million soit 1,6 %) et des géocroiseurs de plus de 140 mètres de diamètre (environ 5 000 sur 16 000 soit 31 %). Au 25 septembre 2019, le CNEOS, division du Jet Propulsion Laboratory, chargé de centraliser l'ensemble des découvertes, avait recensé, toutes tailles confondues, les nombres suivants d'objets géocroiseurs :
- 120 comètes géocroiseurs,
- 20 astéroïdes géocroiseurs de type Atira,
- 1 563 astéroïdes géocroiseurs de type Aten,
- 11 444 astéroïdes géocroiseurs de type Apollon,
- 7 800 astéroïdes géocroiseurs de type Amor,

soit un total de 20 935 objets géocroiseurs. Parmi les astéroïdes géocroiseurs, 900 ont un diamètre d'au moins un kilomètre, et 8 785 un diamètre supérieur ou égal à 140 mètres.
Les astéroïdes géocroiseurs qui passent à faible proximité de la Terre font l'objet d'un suivi rapproché, car ils constituent une menace plus importante. Ils sont classés objet potentiellement dangereux (ou PHO, de l'anglais Potentially Hazardous Object). Par convention les PHO sont les astéroïdes qui passent à une distance inférieure ou égale à 0,05 unité astronomique (soit à 7 480 000 km de la Terre) et dont le diamètre est d'au moins 150 mètres. Le 25 septembre 2019 il y avait 2 017 astéroïdes classés comme potentiellement dangereux par la NASA.

### Évolution
Le dénombrement des astéroïdes géocroiseurs s'est accéléré en 1998, avec le lancement par la NASA d'un programme de recherche systématique. Depuis, les découvertes annuelles n'ont cessé d'augmenter : environ 200 en 1998, 500 en 2002, 1 000 en 2012, 1 500 en 2014, 2 000 en 2017, 2 500 en 2019, et un nouveau record (2 958) en 2020. Au total, plus de 25 000 astéroïdes géocroiseurs ont ainsi été découverts depuis 1998.
Parmi les astéroïdes géocroiseurs découverts en 2020, au moins 107 sont passés près de la Terre à une distance inférieure à celle de la Lune. Il s'agit notamment du minuscule astéroïde 2020 QG, qui est passé à peine à 2 950 km au-dessus de l'océan Indien en août (alors le passage le plus proche jamais enregistré) et de 2020 VT4 trois mois plus tard, passé à moins de 400 km (nouveau record) et seulement repéré 15 heures après son passage.

## Risque de collision avec la Terre

### Un bombardement continu mais rarement dangereux
Chaque jour une centaine de tonnes de matériaux venant de l'espace frappent la Terre. Les plus petites particules sont, pour la plupart, la fine poussière qui s'est échappée des comètes lorsqu'elles dégazent en passant près du Soleil. Les objets de taille plus importante, qui atteignent la surface de la Terre, sont des fragments produits par la collision entre des astéroïdes qui se sont produites il y a très longtemps (à l'échelle humaine). À un intervalle moyen de 10 000 ans, un astéroïde rocheux ou métallique d'un diamètre supérieur à 100 mètres frappe la surface de la Terre en provoquant une catastrophe naturelle de grande ampleur, ou en générant un tsunami qui vient inonder les zones côtières. À un intervalle de quelques centaines de milliers d'années, un astéroïde d'un diamètre supérieur à un kilomètre déclenche une catastrophe planétaire. Dans ce cas, les débris produits par l'impact se répandent dans toute l'atmosphère terrestre. Les pluies acides, les incendies provoqués par la catastrophe et l'obscurité générée par les épais nuages peuvent plonger la Terre dans un « hiver nucléaire » en interrompant la photosynthèse sur de longues périodes.

### Impacts remarquables

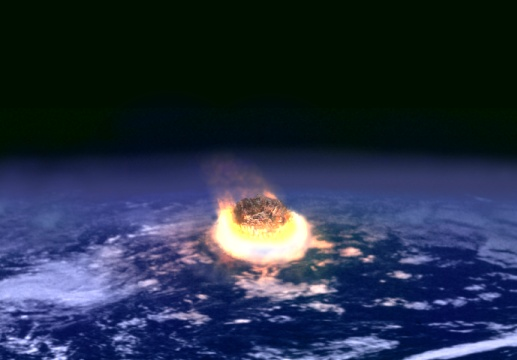
L'impact d'un astéroïde de quelques kilomètres de diamètre dégage une énergie équivalente à celle de plusieurs millions de bombes atomiques.

Par le passé, plusieurs objets géocroiseurs de grande taille sont entrés en collision avec la Terre et ont fortement marqué l'histoire de notre planète. En 2014, on avait identifié environ 140 cratères d'impact à la surface de la Terre. Certains de ces impacts sont plus connus parce qu'ils ont laissé un témoignage au sol spectaculaire, ou ont eu un impact très fort sur l'évolution du vivant, ou encore parce qu'ils se sont produits à l'époque moderne :
- Le plus connu, qui subsiste à l'état de trace, est le cratère de Chicxulub (180 kilomètres de diamètre situé au Mexique), provoqué par l'impact d'un objet de plus de 10 kilomètres de diamètre il y a 66 millions d'années. La catastrophe résultante serait à l'origine de l'extinction massive du Crétacé Tertiaire qui a entraîné la disparition d'une grande partie des espèces animales dont les dinosaures[9].
- Meteor Crater (1,2 kilomètre de diamètre), situé aux États-Unis, résulte de l'impact d'un astéroïde de 45 mètres de diamètre qui s'est écrasé il y a 50 000 ans.
- À l'époque moderne l'événement de la Toungouska qui s'est produit en Sibérie en 1908 est attribué à l'explosion à haute altitude d'un astéroïde, ou d'un morceau de comète, d'une taille comprise entre 50 et 200 mètres. 2 000 km2 de forêt ont été détruits par ce phénomène qui s'est déroulé au-dessus d'une région inhabitée[10].
- Plus récemment le superbolide de Tcheliabinsk, un astéroïde d'environ 15 mètres de diamètre circulant à une vitesse de 18 km/s, s'est pratiquement complètement désintégré dans le ciel au-dessus de la ville éponyme en Sibérie en 2013. Environ 1 500 personnes ont été blessées par les éclats de vitre brisées par les explosions[11].

Exemples d'impacts de géocroiseur
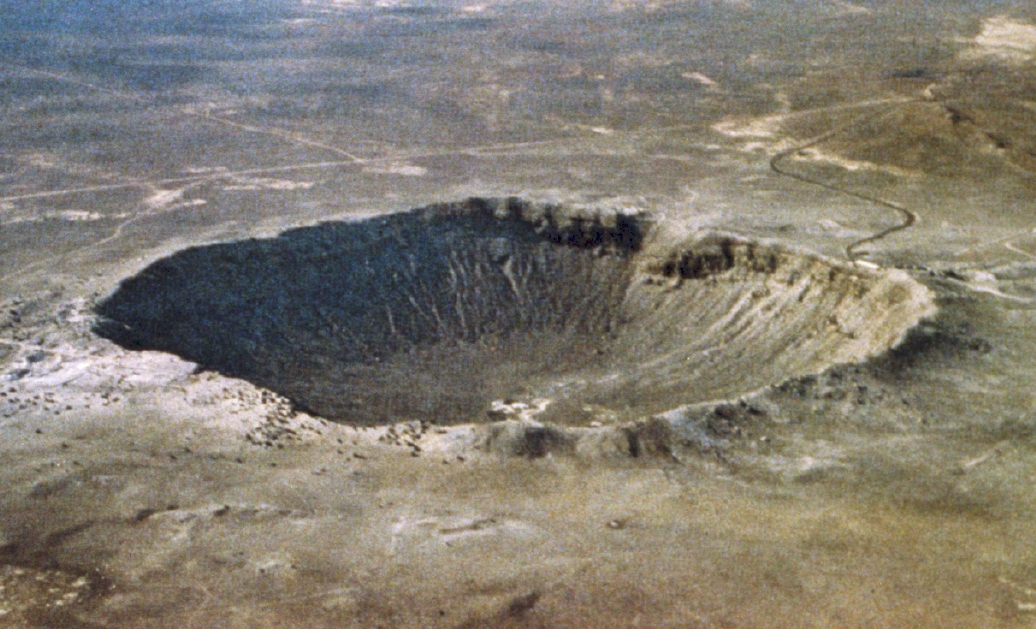
Meteor Crater d'un kilomètre de diamètre résulte de l'impact d'un objet d'environ 45 mètres de diamètre.
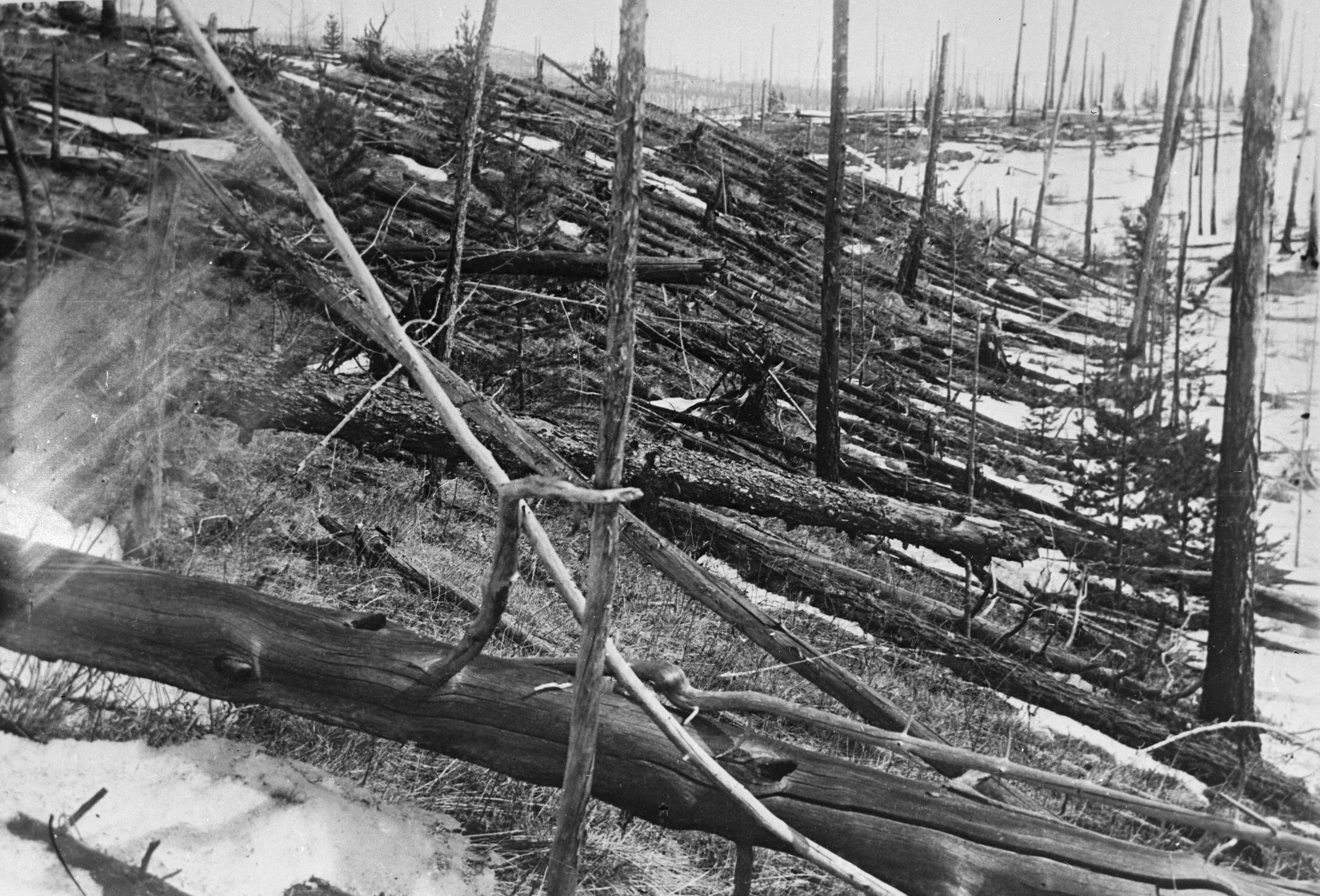
Les arbres couchés par le souffle de l'explosion à haute altitude d'un objet de plus de 50 mètres de diamètre en 1908 en Sibérie (événement de la Toungouska).
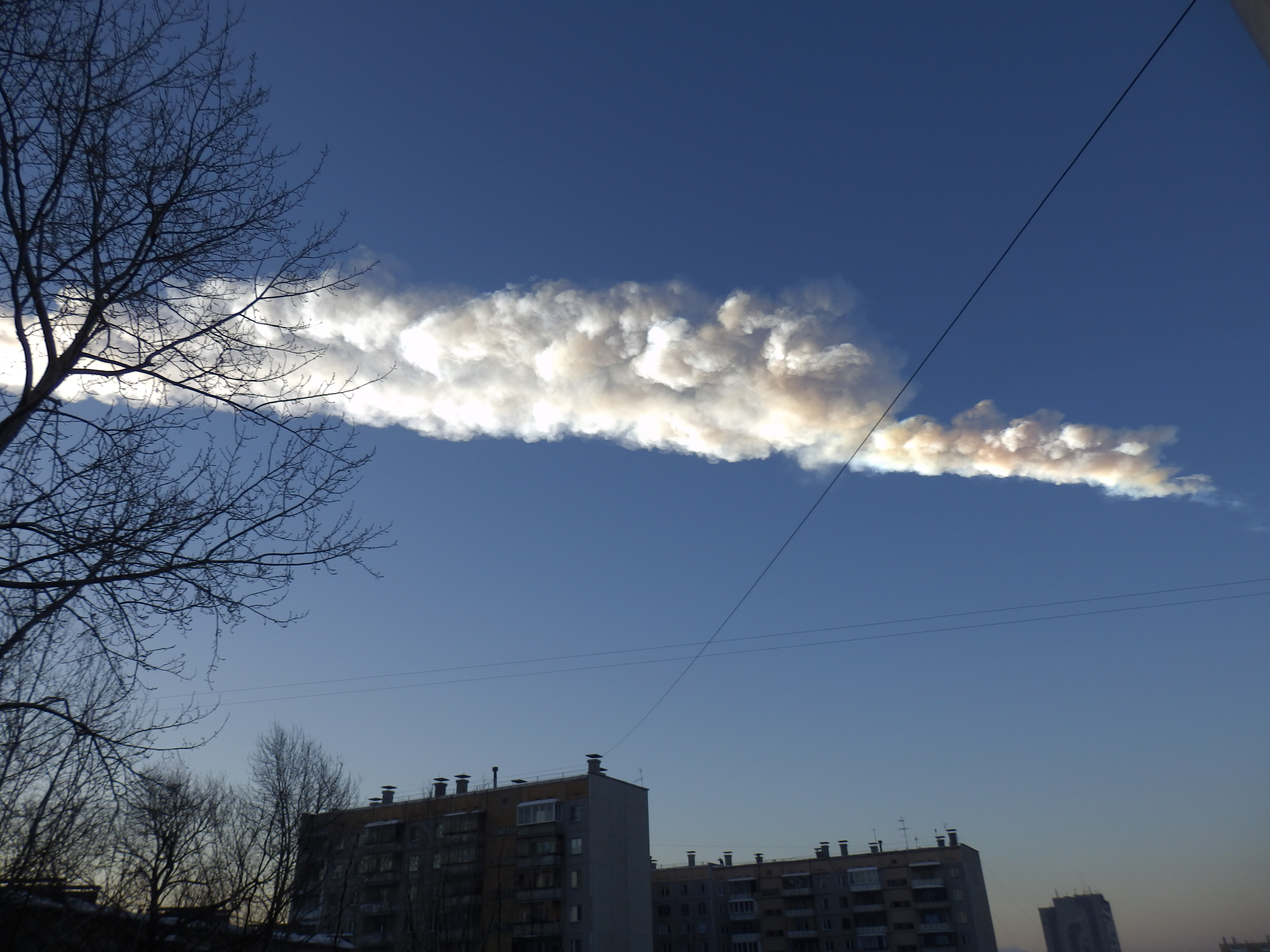
Désintégration du superbolide de Tcheliabinsk en 2013.

### La mesure du risque de collision
Les objets géocroiseurs présentent un risque important d'impact cosmique à long terme. Le niveau de risque est mesuré pour le futur relativement proche (200 ans) en prenant en compte, d'une part, la taille de l'objet (les petits géocroiseurs ne présentent pas de danger important) et, d'autre part, en tentant d'évaluer la trajectoire future de l'objet pour identifier si celle-ci croise la Terre.
- La taille d'un objet géocroiseur ne peut pas être mesurée visuellement, car celle-ci est trop faible et l'astéroïde apparaît comme un simple point. Elle est déterminée indirectement en mesurant la magnitude absolue et en estimant l'albédo de l'objet. Ce dernier paramètre prend en moyenne des valeurs comprises entre 0,06 (classes spectrales C/G/B/F/P/D) et 0,20 (classes spectrales S/A/L). La classe spectrale de l'astéroïde étant généralement inconnue, la valeur assumée par défaut est de 0,14. Un astéroïde visible avec une magnitude absolue de 26 a un diamètre estimé à 38 mètres si son albédo est de 0,05, de 22 mètres pour un albédo de 0,15 et de 16 mètres si son albédo est de 0,3[12],[13].
- La trajectoire future des objets géocroiseurs est difficile à déterminer. En raison des imprécisions d'observation, des biais dans le modèle des étoiles de référence, des forces non gravitationnelles qui agissent sur l'astéroïde, principalement l'effet Yarkovsky, la position des astéroïdes n'est déterminée que par calcul de probabilité, leurs orbites chaotiques étant représentées par une ellipse d'erreur[14]. S'ils traversent un trou de serrure gravitationnel (quelques dizaines de cm à quelques mètres), une éventuelle collision sur la Terre est alors probable. Cette probabilité est mesurée par le rapport de surface de ce trou de serrure et de la surface de l'ellipse d'erreur[15].

Le niveau de risque d'un objet géocroiseur est noté en utilisant l'échelle de Turin et l'échelle de Palerme :
- L'échelle de Turin est utilisée dans les communications publiques pour indiquer le risque direct d'impact. Sa valeur, comprise entre 0 et 10, mesure à la fois la probabilité d'impact et le degré de gravité de celui-ci. Les valeurs 0 et 1 correspondent à l'absence de menace tandis que la valeur 10 correspond à un impact certain avec une incidence planétaire[16].
- L'échelle de Palerme est utilisée pour mesurer le risque de manière plus fine. Elle permet en particulier de hiérarchiser le risque associé à des objets géocroiseurs qui sont évalués à 0 dans l'échelle de Turin (pas de risque). Cette échelle compare la probabilité de l'impact potentiel à la moyenne du risque associé aux objets géocroiseurs de même taille. L'échelle est logarithmique. La valeur −2 correspond à une probabilité de 1 % par rapport à la probabilité moyenne, tandis qu'une valeur de +2 indique une probabilité 100 fois plus élevée[17].

Courant 2019, les orbites de 936 objets géocroiseurs détectés sont suivies par le CNEOS, centre spécialisé de la NASA, chargé de calculer les orbites futures de ces corps célestes. 126 d'entre eux ont un diamètre supérieur ou égal à 50 mètres. Aucun de ces objets n'a été placé dans la « zone jaune » de l'échelle de Turin, ce qui signifie que la probabilité d'impact au 21e siècle est nulle ou tellement faible qu'elle est assimilable à 0.
| Diamètre :            | Entre 3 et 29 mètres                                                    | Entre 30 et 139 mètres                                                                          | Entre 140 et 1 000 mètres                                                                             | Plus de 1 000 mètres                            |
| --------------------- | ----------------------------------------------------------------------- | ----------------------------------------------------------------------------------------------- | --- | ----------------------------------------------- |
| Probabilité impact    | 1 par an                                                                | 1 tous les 100 ans                                                                              | 1 % tous les 100 ans                                                                                  | 0,002 % tous les 100 ans                        |
| Manifestation         | Flash lumineux                                                          | Explosion aérienne (météorite poreux) Cratère de 1 kilomètre de diamètre (météorite métallique) | Cratère de plusieurs kilomètres de diamètre                                                           | Cratère de 10 kilomètres de diamètre ou plus    |
| Conséquences humaines | Dégâts mineurs à importants Peut entraîner plusieurs milliers de décès. | Peut détruire une ville entière en cas de frappe directe (probabilité faible)                   | Destruction d'un pays entier Pertes humaines supérieures à toutes les catastrophes naturelles passées | Disparition possible de la civilisation humaine |
| Nombre                | environ 1 milliard                                                      | environ 1 million                                                                               | environ 16 000                                                                                        | environ 1 000                                   |
| Pourcentage identifié | ∅ 3 mètres : 0 % ∅ 10 mètres : 0,02 %                                   | ∅ 30 mètres : 1,4 % ∅ 100 mètres : 25 %                                                         | ∅ 140 mètres : 40 % ∅ 500 mètres : 77 %                                                               | ∅ 1 000 mètres : 81 % ∅ > 6,5 km : 100 %        |

## Mise en place d'une défense planétaire

### La menace des comètes: une crainte ancienne
La menace posée par les astéroïdes géocroiseurs n'a été identifiée que très récemment. Par contre, depuis des temps reculés, l'approche des comètes les plus visibles dans le ciel suscitent de grandes craintes. Les comètes sont vues comme les annonciatrices de désastres aux caractéristiques variables. À l'époque moderne on se met à redouter de manière beaucoup plus concrète l'impact d'une comète qui menacerait d'anéantir l'humanité. Benjamin Franklin évoque une catastrophe qui mettrait la Terre en pièces (1757). Le mathématicien et astronome Pierre-Simon de Laplace affirme que l'homme ne doit pas s'effrayer qu'un tel événement se produise, car sa probabilité à l'échelle d'une vie humaine est très faible, tout en précisant néanmoins que son occurrence est par contre probable dans les siècles à venir (1999).

### Découverte des astéroïdes géocroiseurs
Éros est le premier objet géocroiseur observé. Il est découvert conjointement par Gustav Witt et Auguste Charlois le 13 août 1898. Quelques semaines après sa découverte, son orbite atypique, passant très près de celle de la Terre, peut être établie. Eros sera également le premier géocroiseur visité par un engin spatial (NEAR Shoemaker en 2000). La menace des géocroiseurs est longtemps négligée, car une collision avec la Terre d'un astéroïde de taille conséquente est vu comme un phénomène très rare. Mais, entre le 16 et le 22 juillet 1994, les fragments de la comète Shoemaker-Levy 9 s'écrasent de manière spectaculaire sur la planète géante Jupiter. Un impact similaire sur la Terre aurait eu des conséquences planétaires aux effets similaires à ceux ayant conduit à l'extinction des dinosaures. La menace est désormais tangible et contemporaine. Ce sont les États-Unis qui vont les premiers la prendre en compte et commencer à mettre en place des mesures relevant de ce qui sera baptisé par la suite la défense planétaire (planetary defense)

### Le rôle central de la NASA
Le Congrès américain, influencé par la collision de la comète Shoemaker-Levy 9 et par plusieurs scientifiques dont Eugene Shoemaker, demande en 1998 à l'Agence spatiale américaine, la NASA, de détecter 90 % des objets géocroiseurs ayant plus d'un kilomètre de diamètre. L'Agence spatiale américaine dispose de 10 ans pour les recenser et déterminer leurs trajectoires et leurs principales caractéristiques. En 2005 le Congrès élargit la mission de la NASA en l'étendant aux objets géocroiseurs de plus de 140 mètres de diamètre. La NASA dispose de 15 ans pour atteindre ce but (date butoir 2020), mais aucun budget significatif n'est accordé par le Congrès pour réaliser cette tâche,. De 2005 à 2010, la NASA dispose d'une ligne budgétaire annuelle symbolique de 4 millions de dollars pour effectuer l'inventaire des astéroïdes géocroiseurs. Une augmentation rapide de ce budget intervient à compter des années 2011 (20 millions US$), puis 2014 (40 millions US$). Dans les deux cas, il s'agit de préparer une mission avec équipage vers un astéroïde qui se concrétise en 2014 sous la forme de l'Asteroid Redirect Mission qui sera finalement abandonnée par la suite.
En 2019, il est manifeste que la NASA ne parviendra pas à remplir les objectifs dans le délai fixé par le Congrès en 2005. En effet, si des découvertes sont effectuées régulièrement par des télescopes terrestres comme le Catalina Sky Survey et Pan-STARRS financés en partie par la NASA, de nombreux objets géocroiseurs, très sombres, ne peuvent être détectés que dans l'infrarouge qui est absorbé par l'atmosphère terrestre. Il est donc nécessaire d'utiliser un télescope placé dans l'espace. La NASA dispose bien à cet effet depuis 2013 d'un télescope spatial infrarouge ayant achevé son programme scientifique (projet NEOWISE), mais celui-ci, non conçu pour remplir cet objectif, réalise un nombre limité de détections d'objets géocroiseurs et a dû arriver en fin de vie vers 2020. Pour recenser de manière presque exhaustive les géocroiseurs en observant les astéroïdes les moins lumineux difficilement détectables depuis le sol, car émettant uniquement dans l'infrarouge, en septembre 2019, la NASA décide de développer la mission NEO Surveyor. Ce télescope spatial infrarouge doit être financé par une ligne budgétaire spécifique qui fait l'objet de discussions avec le Congrès américain et la Maison-Blanche. La mission est rattachée au programme Planetary Defense de la NASA qui comprend également le télescope spatial NEOWISE, dont la fin est programmée vers 2020, et le projet DART.

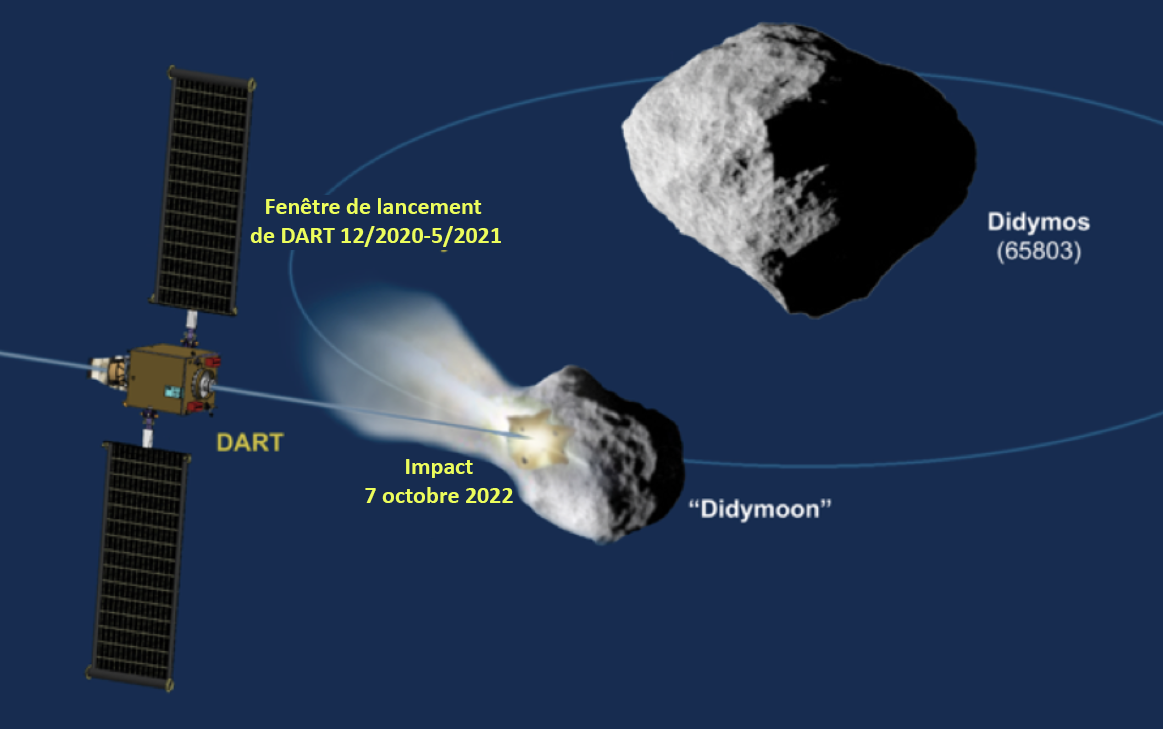
Déroulement de la mission DART destinée à tester une méthode de modification de l'orbite d'un objet géocroiseur.

Par ailleurs, la NASA décide de tester les méthodes permettant de faire face à la menace d'un impact d'un objet géocroiseur. En 2015 la mission AIDA, un engin de type impacteur conçu pour dévier la trajectoire de l'astéroïde (65803) Didymos en lui communiquant une force cinétique, est étudié avec l'Agence spatiale européenne. Mais, fin 2016, l'Agence spatiale européenne décide d'abandonner le projet. La NASA poursuit seule le développement de l'impacteur DART. La mission est lancée le 24 novembre 2021 et aboutit le 26 septembre 2022 à 23 h 14 min 23 s (UTC) par un impact de la sonde DART de 500 kg, réalisé à une vitesse de 6,6 km/s (24 000 km/h) sur Dimorphos, une lune de 160-170 m de diamètre orbitant à 1,19 km de Didymos, située alors à 11 millions de kilomètres de la Terre. L'énergie de cet impact est de l'ordre de l'équivalent de 3 tonnes de TNT. Le résultat escompté est une légère chute de Dimorphos et donc une petite diminution de l'altitude (d'environ 12 m, soit à 1,178 km d'altitude) de son orbite autour de Didymos, conduisant à une légère augmentation de sa vitesse orbitale (de 0,174 m/s à 0,175 m/s) et par là à un raccourcissement de son temps de révolution d'environ dix bonnes minutes (sur les 11,93 heures, soit 11 heures 55 minutes et 48 secondes ± 36 secondes actuelles, durée connue donc assez précisément, à 11,75 heures, soit 11 heures 45 minutes), une différence qui sera aisément observable depuis la Terre. Des observatoires terrestres sont chargés d'analyser le résultat.

### Contributions de l'Union européenne et de l'Agence spatiale européenne
En 2012, l'Union européenne lance le financement de « NEO-Shield » (bouclier NEO), projet spatial visant à déterminer la meilleure technique pour protéger la Terre contre les impacts de ces géocroiseurs. Ce programme prévoit d'envoyer un orbiteur autour de l'astéroïde afin de mieux connaître ses caractéristiques (masse, vitesse, position), puis de dévier sa trajectoire initiale. Les principaux scénarios envisagés sont la lente déviation par « l’attraction (gravité) induite par une sonde volant en formation avec l’astéroïde », ou une forte déviation par un impacteur lancé à une vitesse au-delà de 10 000 km/h pour percuter le géocroiseur.
En 2019 l'Agence spatiale européenne, de son côté, a dépensé au cours des dix années précédentes de 3 à 10 millions € dans l'étude des méthodes de détection, de caractérisation et de déflexion des géocroiseurs. Elle a créé un bureau de défense planétaire dont les objectifs sont :
- Obtenir les positions actuelles et futures des objets géocroiseurs
- Déterminer la probabilité d'impact
- Mesurer les conséquences de l'impact
- Informer les différentes organisations, notamment les différents services de sécurité civile des pays
- Développer des méthodes de déflexion des astéroïdes présentant un risque d'impact.

#### Programme d'observation
Pour détecter les objets géocroiseurs, l'Agence spatiale européenne développe et exploite plusieurs instruments. Le principal instrument, qui doit entrer en service fin 2019, est Flyeye (Œil de mouche), un télescope terrestre fonctionnant de manière automatique, qui utilise une optique similaire à un œil de mouche composé de seize ensembles optique.

#### Le NEOCC: centralisation des données et détermination des risques
L'Agence spatiale centralise les observations mondiales des objets géocroiseurs au Near-Earth Object Coordination Centre (NEOCC) qui est hébergé par l'ESRIN, établissement de l'Agence situé à Frascati en Italie. Les données collectées sont issues du Centre des planètes mineures et de l'ensemble des télescopes et radars de la Terre. Le NEOCC détermine les orbites et estime les menaces. Elle utilise à cet effet le logiciel NEODyS (Near-Earth Objects Dynamic) mis au point par l'université de Pise (Italie).

#### Déflexion des géocroiseurs
En 2005-2007, l'Agence spatiale européenne évalue le projet de mission Don Quichotte dont l'objectif est de démontrer qu'il est possible de dévier un astéroïde en utilisant l'énergie cinétique fournie par un impacteur. Le programme ne se concrétise pas pour des raisons de coût. Début 2013, l'Agence spatiale européenne et la NASA décident de développer une mission conjointe comprenant un impacteur baptisé DART (Double Asteroid Redirection Test) développé sous la supervision de l'Agence spatiale américaine et un orbiteur AIM (Asteroid Impact Monitoring) développé par l'ESA et chargé d'analyser les effets de l'impact.⋅ Ce programme est baptisé AIDA. Mais en décembre 2016 l'Agence spatiale européenne décide d'abandonner sa participation au projet, c'est-à-dire le développement de AIM à la suite d'une décision de l'Allemagne de ne financer que le projet ExoMars. À la demande de plusieurs pays membres, l'Agence spatiale européenne entreprend les études d'un remplaçant pour AIM qui est baptisé Hera. Celui-ci reprend tous les objectifs assignés à AIM. Hera sera lancé en octobre 2024 et étudiera les effets de l'impact de Dart sur la lune de Didymos trois ans après que celui-ci s'est produit. Cette proposition est à l'étude et l'accord pour son développement doit être donné en 2019,.

### Le rôle des Nations unies
En 2013, à la suite d'une recommandation du Comité des Nations unies pour l'utilisation pacifique de l'espace extra-atmosphérique (COPUOS), les Nations unies créent l'International Asteroid Warning Network (IAWN), qui est chargé de coordonner les travaux de détection, faire circuler les données collectées et assister les gouvernements des différents pays cherchant à définir une stratégie d'évitement d'impact. L'IAWN a créé un groupe de travail chargé de développer la coopération entre les pays et de définir de manières consensuelles les mesures de défense contre les menaces des objets géocroiseurs : le SMPAG (Space Missions Planning Advisory Group) rassemble des représentants des différentes agences spatiales nationales (une trentaine). Le groupe se réunit en sessions de travail deux fois par an.

## Les programmes de détection et de suivi

La tache de lumière qui se déplace sur un fond d'étoiles fixe est l'astéroïde 2014 AA de 2 à 3 mètres de diamètre photographié par le Catalina Sky Survey à plus de 300000 kilomètres de la Terre avant qu'il ne s'écrase sur celle-ci.

### Méthodes de détection
La détection et la détermination des caractéristiques d'un objet géocroiseur (orbite précise, taille/albédo, etc.) nécessitent de disposer de télescopes ayant un très grand champ de vue (condition nécessaire pour un recensement exhaustif rapide), tout en ayant une résolution spatiale suffisante pour permettre de distinguer ces objets très peu lumineux. La plupart des télescopes ne sont pas adaptés à ces observations, car ils sont optimisés pour l'observation de très faibles portions du ciel. Il faut donc concevoir de nouveaux télescopes pour pouvoir observer les objets géocroiseurs. Ceux-ci sont détectés, car, du fait de leur proximité relative, ils se déplacent rapidement sur le fond d'étoiles. Les astéroïdes apparaissent selon la durée du temps de pose soit sous la forme de traits lumineux alors que les étoiles forment des images ponctuelles (une image avec un temps de pose long), soit sous la forme de points se déplaçant rapidement d'image en image alors que les étoiles restent fixes (plusieurs images successives avec un temps de pause court). Des programmes informatiques sont chargés d'analyser automatiquement le très grand nombre d'images produites et d'identifier les astéroïdes. En prenant plusieurs images successives, l'orbite peut être déterminée puis progressivement raffinée de manière à pouvoir retrouver le géocroiseur pour effectuer de nouvelles observations, rapprocher une nouvelle détection avec les objets déjà identifiés et déterminer ainsi s'il existe un risque d'impact dans un avenir plus ou moins lointain. L'observation et le suivi des géocroiseurs sont effectués par des télescopes ayant une optique de 1 à 2 mètres qui ne peuvent apercevoir ces objets très peu lumineux que lorsqu'ils sont proches de la Terre et qui les perdent une fois que ceux-ci s'éloignent. Les télescopes, disposant d'un miroir de très grande taille (classe des 8 mètres comme le VLT) peuvent raffiner l'orbite en observant le géocroiseur à grande distance.

### Les programmes d'observation financés par la NASA
Les programmes de détection et de caractérisation des géocroiseurs ont pris leur essor dans les années 1990, sous l'impulsion des États-Unis, dans le but de mieux évaluer la menace constituée par ces objets célestes. De quelques astéroïdes détectés chaque année au début de cette période, on est passé à plus de 2 000 nouveaux géocroiseurs détectés en 2018. La NASA joue un rôle central dans ces travaux. La détection des géocroiseurs s'appuie sur deux structures :
- le Centre des planètes mineures est un organisme international financé par la NASA et dépendant de l'Union astronomique internationale (UAI). Il est géré par le Smithsonian Astrophysical Observatory qui centralise, conserve et restitue toutes les observations concernant les objets mineurs, dont les objets géocroiseurs[38] ;
- le Center for Near Earth Object Studies (CNEOS) est un centre de calcul rattaché au Jet Propulsion Laboratory qui calcule avec une grande précision les orbites futures des objets géocroiseurs à partir des données fournies par le Centre des planètes mineures. Il détermine les risques potentiels futurs et lance les alertes en cas d'impact potentiel.

État des lieux des détections des astéroïdes géocroiseurs
Astéroïdes géocroiseurs détectés chaque année par les différents programmes d'observation (màj mars 2023).
Astéroïdes géocroiseurs découverts classés par diamètre (màj novembre 2019).

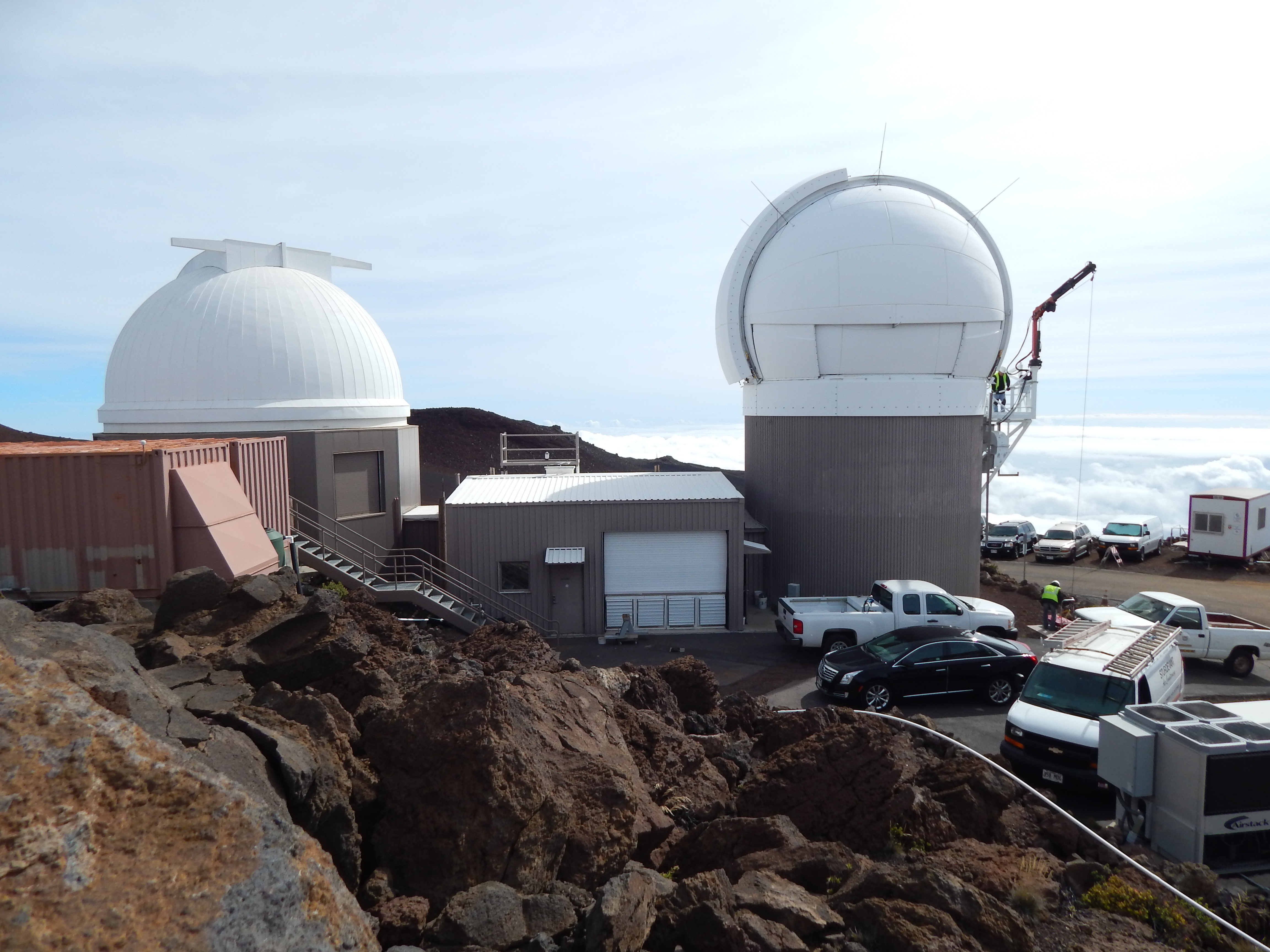
L'observatoire Pan-STARRS au sommet du Mauna Kea à Hawaï est à l'origine de près de la moitié des découvertes des géocroiseurs depuis le début de la décennie 2010.

Plusieurs équipes universitaires américaines jouent un rôle central dans la détection des géocroiseurs. Elles effectuent avec l'aide financière de la NASA des recensements systématiques des astéroïdes géocroiseurs et assurent le suivi des détections effectuées. Ils sont en 2019 à l'origine de la majorité des découvertes de nouveaux objets géocroiseurs :
- l'université de l'Arizona gère le Catalina Sky Survey qui est un des deux programmes crédités du plus grand nombre de détections d'objets géocroiseurs. Il comprend trois télescopes, deux aux États-Unis et un en Australie. Le télescope principal est un télescope Schmidt de 98 centimètres d'ouverture[4] ;
- l'université d'Hawaï gère depuis 2010 le programme de suivi Pan-STARRS qui est le deuxième programme crédité du plus grand nombre de détections d'objets géocroiseurs. Il utilise deux télescopes de 1,8 mètre d'ouverture avec un champ de vue de 3x3°, qui sont installés à Hawaï. Le détecteur comprend 1,4 milliard de pixels. L'ensemble du ciel est balayé une fois par semaine et la résolution spatiale permet d'observer les objets ayant une magnitude apparente jusqu'à 24[4] ;
- lL'université d'Hawaï gère également le programme Asteroid Terrestrial-impact Last Alert System (ATLAS) ;
- le Laboratoire Lincoln du MIT gère le programme Lincoln Near-Earth Asteroid Research (LINEAR). Ce télescope de 1 mètre, qui a commencé à recenser les géocroiseurs en mars 1998, a joué un rôle central dans la découverte des objets géocroiseurs durant la première moitié de la décennie 2000.

Pour déterminer avec précision les paramètres orbitaux (essentiel pour calculer le risque d'impact) et les caractéristiques physiques des astéroïdes géocroiseurs identifiés, des observations de suivi sont réalisées en utilisant diverses techniques d'observation (radar, IR thermique, visible, etc.). Les principaux programmes de suivi sont :
- dans le domaine optique :
  - le programme Spacewatch de l'Université de l'Arizona utilise un télescope de 91 centimètres de diamètre installé à l'Observatoire de Kitt Peak,
  - le suivi effectué par les télescopes du Astronomical Research Institute[39],
  - le programme de suivi de l'observatoire de Las Cumbres,
  - le programme de suivi de l'observatoire de Magdalena Ridge,
  - le programme MANOS de l'observatoire Lowell ;
- une partie du temps d'observation du télescope infrarouge IRTF de 3 mètres de diamètre, situé à 4 168 mètres d'altitude sur le sommet du Mauna Kea, est consacrée au suivi des petits corps célestes du Système solaire. Cet instrument de la NASA joue un rôle important pour déterminer avec précision leur orbite ;
- par observations à l'aide de radar réalisées par les observatoires suivants :
  - le centre radiotélescope de Goldstone de la NASA,
  - l'Observatoire d'Arecibo (jusqu'en novembre 2020).

Des moyens spatiaux sont également mobilisés :
- le projet NEOWISE, qui utilise un télescope spatial infrarouge ayant achevé sa mission primaire pour recenser les astéroïdes, grâce à leur signature infrarouge. Il joue un rôle important dans la détermination de la taille des astéroïdes ;
- le télescope infrarouge NEO Surveyor a été sélectionné en 2019 pour remplacer NEOWISE qui arrive en fin de vie. Son lancement est programmé en 2026. Placé au point de Lagrange L1, il balaye une région de l'espace plus importante que les observatoires terrestres. Ses observations dans l'infrarouge lui permettent de repérer les astéroïdes généralement très peu lumineux.

### Le LSST

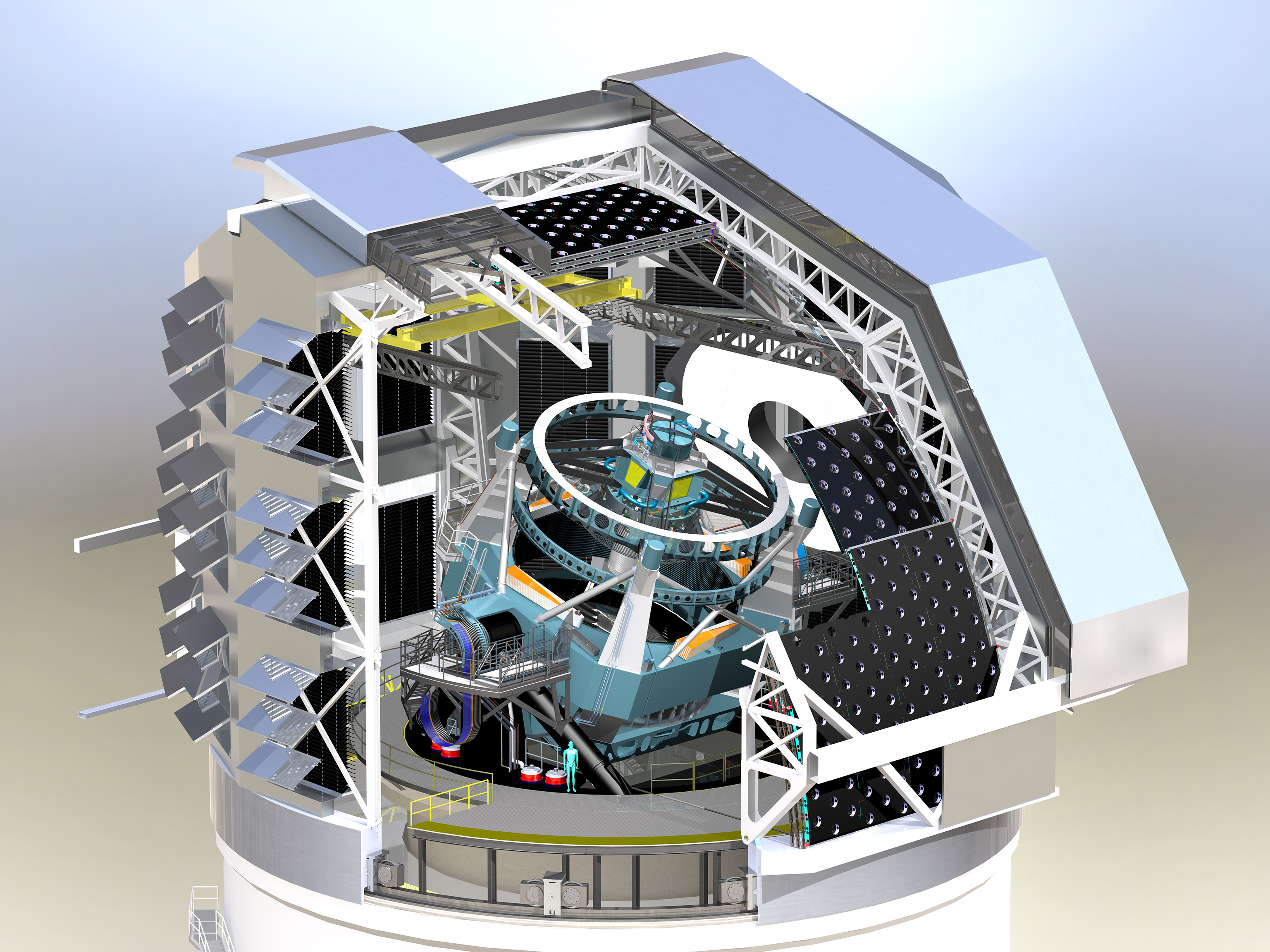
Schéma du LSST.

Le Large Synoptic Survey Telescope (LSST) est un très grand télescope optique américain (miroir de plus de 8 mètres de diamètre), donc très sensible, qui est optimisé pour les relevés du ciel entier. Installé à une centaine de kilomètres de La Serena, au nord du Chili, il est caractérisé par un champ d'observation très large (3,5 degrés de diamètre, soit 49 fois la surface de la Lune, avec 0,5 degré de diamètre) qui lui permet de photographier l'ensemble du ciel austral (18 000 degrés carrés) en un peu plus de trois jours avec une sensibilité lui permettant de fournir des images d'objets dont la magnitude apparente est inférieure ou égale à 24. Son entrée en service est prévue en février 2025. Il devrait jouer un rôle central dans l'inventaire des astéroïdes géocroiseurs : il a la capacité en 10 ans d'identifier et déterminer l'orbite de quasiment 80 à 90 % des géocroiseurs d'un diamètre supérieur à 140 mètres.

### Le rôle de l'Agence spatiale européenne

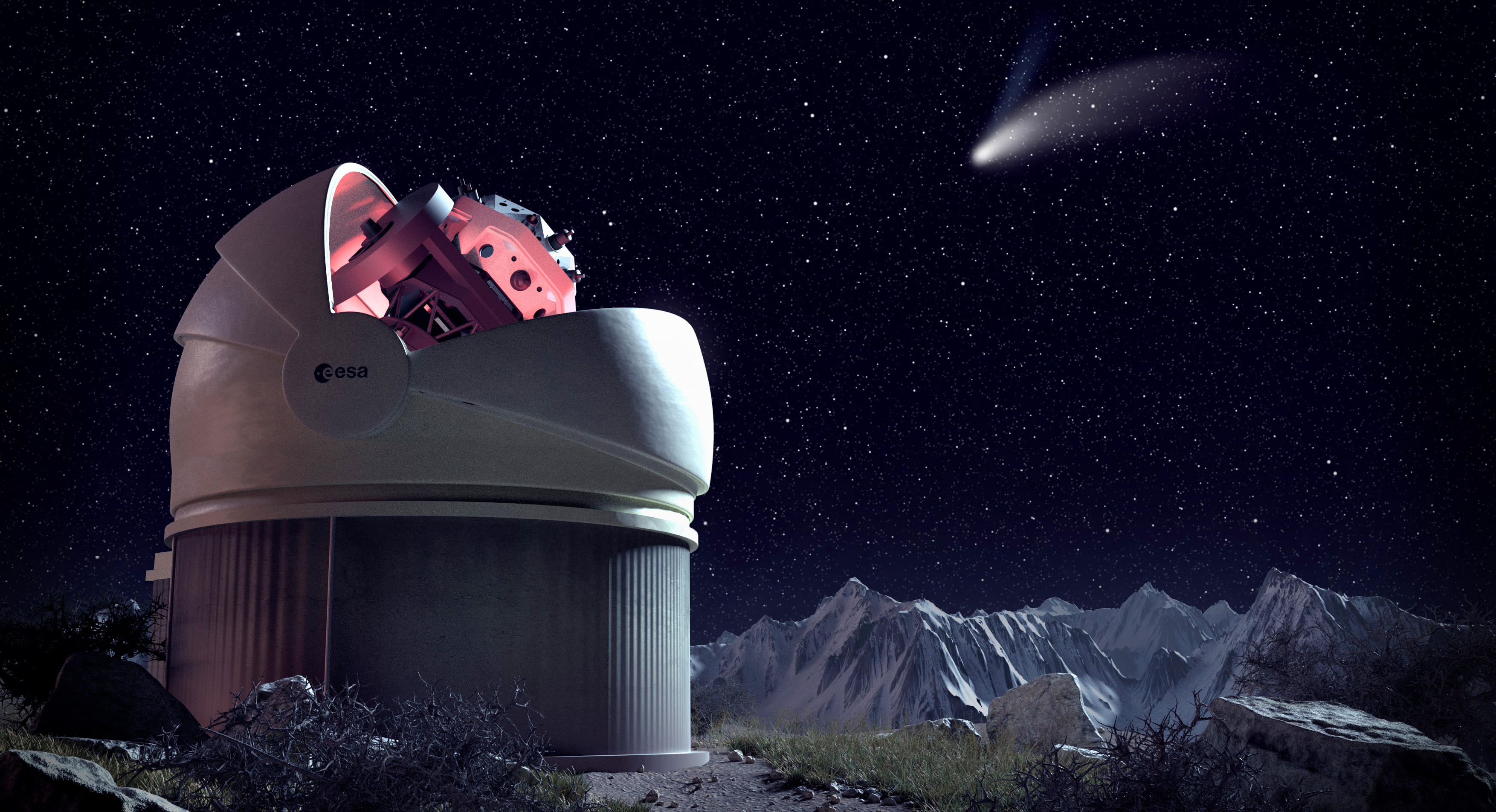
Vue d'artiste du télescope NEOSTEL.

L'Agence spatiale européenne ne joue fin 2019 qu'un rôle mineur dans la détection des objets géocroiseurs. Les instruments en cours de développement ou utilisés sont les suivants :
- NEOSTEL (Near Earth Object Survey TELescope), également appelé Flyeye (Œil de mouche), est un télescope terrestre fonctionnant de manière automatique qui utilise une optique similaire à un œil de mouche composé de 16 ensembles optiques (équivalent à un télescope de 1 mètre de diamètre) permettant de disposer d'un champ de vue très étendu de 6,7 x 6,7°. Sa résolution spatiale est de 1,5 seconde d'arc, ce qui lui permet détecter les objets ayant une magnitude apparente de 21,5. Il est capable de balayer les deux tiers du ciel trois fois par nuit. La disponibilité de quatre ou cinq télescopes du même type répartis sur toutes les latitudes permettrait d'obtenir une couverture permanente totale. Le télescope, qui est installé au sommet du Monte Mufara (1 865 m) en Sicile, doit entrer en service en 2021[41],[42]. Deux télescopes installés à Madrid et à La Silla au Chili doivent tester le traitement des données de Flyeye[30].
- La station terrienne de l'ESA de Tenerife dispose d'un télescope optique de 1 mètre de diamètre qui est utilisé vers la pleine Lune pour l'observation de géocroiseurs.
- L'Agence spatiale européenne participe au financement de l'observation de géocroiseurs par plusieurs télescopes nationaux européens : l'Observatoire de Klet en République tchèque, ainsi que des télescopes à Tautenburg en Allemagne et en Espagne. L'Agence spatiale travaille également avec le Telescopi Joan Oró de 80 centimètres d'ouverture dans les Pyrénées espagnoles, l'Observatoire des Makes dans l'Île de la Réunion et l'International Scientific Optical Network[30].

### Les projets chinois
La Chine construit plusieurs radars et télescopes dédiés à la détection des astéroïdes géocroiseurs. Ce sont notamment le CNEOST situé au Jiangsu et un nouveau télescope de 2,5 mètres de diamètre qui est installé dans le Qinghai. Le télescope spatial Xuntian (lancé en 2023) doit contribuer à cette têche. Le conglomérat aérospatial chinois CASC et le laboratoire Quian-Lab ont proposé en 2022 de développer la mission CROWN (Constellation of Heterogeneous Wide-field NEA Surveyors) comprenant un télescope principal situé au niveau de l'orbite de la planète Vénus (au point de Lagrange L2 du système Vénus-Soleil) et jusqu'à six télescopes de plus petite taille également en orbite autour de Vénus. Selon les simulations effectuées, cette constellation permettrait de détecter environ 2 000 objets potentiellement dangereux (PHO : plus de 150 mètres de diamètre et orbite passant à moins de 0,05 Unité Astronomique de celle de la Terre) et seuls quatre PHO ne seraient pas détectés. Un autre projet proposé par le NSSC et l'Observatoire de la Montagne Pourpre consisterait en un télescope situé au niveau de l'orbite terrestre et précédant la Terre à une distance comprise entre 10 et 20 millions de kilomètres. Cet observatoire permettrait de détecter les astéroïdes venant de la direction du Soleil qui sont les plus dangereux car difficilement détectables (les télescopes terrestres ne peuvent être braqués dans la direction du Soleil). Ce projet serait moins performant que CROWN mais serait moins couteux et moins complexe.

## Stratégies d'évitement d'impact

Collision en 2005 de la sonde spatiale Deep Impact avec la comète Tempel 1.

Aucun pays ne dispose en 2019 des moyens de détourner un objet géocroiseur qui menacerait d'entrer en collision avec la Terre. Néanmoins, plusieurs méthodes ont été imaginées et certaines d'entre elles devraient être testées au cours de la décennie 2020. Généralement il s'agit de modifier légèrement l'orbite de l'objet géocroiseur en appliquant une poussée sur le corps céleste. Si la poussée est ponctuelle, il faut appliquer celle-ci lorsque le corps se trouve à son aphélie (qui ne coïncide généralement pas avec son apogée). On peut également choisir d’exercer une poussée plus faible mais continue. Plus on anticipe la correction de la trajectoire, moins celle-ci a besoin d'être importante. Pour éviter un impact, il faut donc recenser le plus tôt possible l'ensemble des objets géocroiseurs susceptibles de menacer la Terre et estimer avec une très grande précision leurs trajectoires sur les décennies à venir. La deuxième condition de réussite est de pouvoir mettre sur pied une mission spatiale permettant de détourner la menace avec une probabilité de succès très élevée. Les principales méthodes de modification de trajectoires sont les suivantes :
- La première méthode de déviation, déjà mise en œuvre dans un objectif tout autre par la sonde spatiale Deep Impact de la NASA, consiste à lancer un engin spatial contre le géocroiseur. La vitesse de l'astéroïde est modifiée du fait de la loi de la conservation de la quantité de mouvement :

M1 x V1 + M2 x V2 = (M1 + M2) x V3
avec M1 masse de l'engin spatial, M2 masse de la comète, V1 vitesse de l'engin spatial, V3 vitesse de la comète après l'impact, M1 et M2 masse respective de l'engin spatial et de la comète. Les vitesses sont des vecteurs.
- Une méthode popularisée par le cinéma (Armageddon) consiste à provoquer une explosion nucléaire destinée à fragmenter l’astéroïde. Cette solution est techniquement réalisable, mais elle présente de grands inconvénients (les gros éclats issus de l'explosion continuent leur trajectoire vers la Terre). Ses effets sont incontrôlables et son efficacité reste à démontrer. Ce serait une solution à envisager en dernier recours[45].
- Une méthode plus efficace consisterait à faire exploser une charge nucléaire à la surface ou à faible distance du géocroiseur de manière à lui transmettre une impulsion sans le fragmenter. Cette technique soulève deux problèmes : d'une part, il faut parvenir à contrôler le vecteur de l'impulsion générée et, d'autre part, l'explosion d'une charge nucléaire peut soulever des problèmes politiques. Il s'agit d'une solution à envisager lorsque le délai de préavis est très faible.
- Le tracteur gravitationnel est une méthode qui utilise l'attraction gravitationnelle mutuelle entre le géocroiseur et un engin spatial. Ce dernier se maintient à une distance constante du géocroiseur en utilisant une propulsion électrique. Par sa masse il exerce sur l'astéroïde une force très légère qui dans la durée en modifie suffisamment l'orbite.
- L'utilisation de l'effet Yarkovsky, qui est une force produite par l'écart entre l'absorption solaire et l'émission thermique par rayonnement. Cette force qui contribue en permanence à façonner l'orbite du géocroiseur peut être modifiée, par exemple, en interposant un écran entre le Soleil et l'astéroïde ou en modifiant l'albédo de celui-ci (par exemple, en déposant un revêtement noir ou blanc sur sa surface). L'intensité de cette force est très faible, mais elle peut avec le temps permettre d'obtenir la déviation souhaitée.

## Exploration et exploitation des astéroïdes géocroiseurs

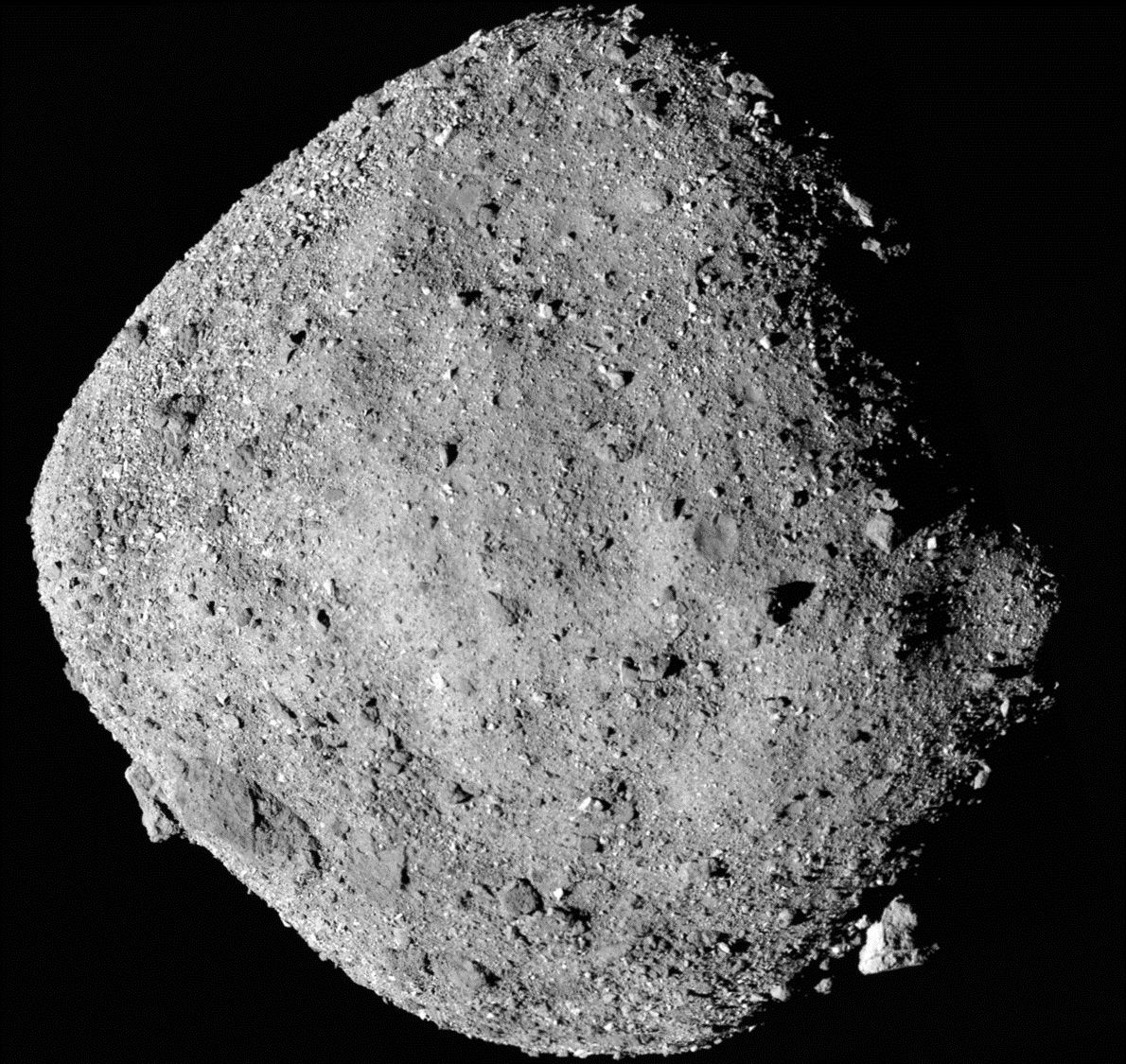
L'astéroïde Apollon Bénou, géocroiseur photographié par la sonde spatiale OSIRIS-REx.

Les astéroïdes géocroiseurs ne constituent pas qu'une menace. Ils présentent également un grand intérêt pour la communauté scientifique parce que leur orbite relativement proche de celle de la Terre, permet à des sondes spatiales de se rendre sur place et de les étudier sans avoir à dépenser de grandes quantités d'ergols et au prix d'un transit assez court. Or, contrairement aux planètes qui ont subi de nombreuses transformations, ces corps célestes constituent des vestiges parfois quasi intacts des premiers moments de la formation du Système solaire. Ils peuvent fournir à ce titre des informations capitales dans les domaines de l'astronomie et de la géochimie. Plusieurs sondes spatiales chargées d'étudier in situ des astéroïdes géocroiseurs ont été lancées depuis le début du xxie siècle :
- NEAR Shoemaker, mission de la NASA, s'est placée en 2000 en orbite autour d'Éros et l'a étudié durant près d'un an. Éros est un astéroïde Amor et l'un des plus grands astéroïdes géocroiseurs (13 × 13 × 33 km)[47].
- Hayabusa est une mission de l'Agence spatiale japonaise, la JAXA. Après s'être placée en orbite autour de l'astéroïde Apollon astéroïde Itokawa (607 × 287 × 264 mètres), la sonde spatiale est parvenue à collecter un échantillon du sol en 2005 qu'elle a ramené sur Terre en 2010[48].
- Hayabusa 2 est également une mission de la JAXA. Elle étudie l'astéroïde Apollon Ryugu (environ 875 mètres de diamètre) depuis 2018 et doit également ramener un échantillon de son sol sur Terre[49].
- OSIRIS-REx est une mission de la NASA qui étudie l'astéroïde Apollon Bénou d'environ 500 mètres de diamètre. Placée en orbite fin 2018, la sonde spatiale doit également ramener un échantillon du sol sur Terre en 2023[50].

Dans les années 2010, des projets d'exploitation minière des astéroïdes sont lancés par des sociétés privées du secteur spatial, Planetary Resources et Deep Space Industries. Les astéroïdes sont en effet riches en matériaux précieux, tels les métaux lourds et les terres rares, présents sur leur surface, car ces corps sont trop petits pour avoir subi la différenciation planétaire : la valeur commerciale d'un km3 d'astéroïde, hors frais d'exploitation, est estimée à 5 000 milliards d'euros. La NASA a également pour ambition de capturer un petit astéroïde (de 7 à 10 mètres de diamètre, avec un poids maximal de 500 tonnes) et de le mettre en orbite stable autour de la Lune. Les faisabilités et le coût de ces projets font l'objet de débats.

## Objets géocroiseurs remarquables

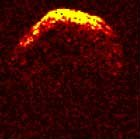
Image radar de l'astéroïde 1950 DA.

- (89959) 2002 NT7 était le premier astéroïde avec une cote positive sur l'échelle de Palerme, avec une chance d'impact potentiel pour le premier février 2019, qui semble désormais exclue selon la NASA[54].
- L'astéroïde (53319) 1999 JM8 est le plus gros astéroïde potentiellement dangereux avec ses 7 km de diamètre.
- 2007 VK184 était classé comme l'astéroïde ayant la valeur la plus élevée[55] sur l'échelle de Turin, mais une collision est exclue selon les dernières mesures de la NASA[56].
- L'astéroïde (29075) 1950 DA a été découvert en 1950. Perdu de vue par la suite, il a été redécouvert le 31 décembre 2000. On estime à un sur 300 la probabilité de collision avec la Terre le 16 mars 2880[57].
- Le plus gros NEO connu est (1036) Ganymède, avec un diamètre de 32 km.
- L'astéroïde (4769) Castalia, composé de deux rochers de 800 mètres accolés, a été observé à l'aide d'un radar en 1989.
- Le 23 mars 1989, l'astéroïde Apollon (4581) Asclépios, ayant un diamètre de 300 mètres, a manqué la Terre d'environ 700 000 kilomètres, en passant à l'endroit exact où la planète se trouvait 6 heures auparavant[réf. souhaitée]. L'astéroïde a suscité une très large attention de la part du public et de la communauté scientifique, car les calculs effectués estimaient son passage à une distance de 64 000 kilomètres de la Terre[58].
- Le 18 mars 2004, LINEAR annonce qu'un astéroïde de 30 mètres de diamètre, 2004 FH, va passer à 42 600 kilomètres de la Terre, soit à un dixième de la distance Terre-Lune. Le LINEAR estime qu'un objet d'une telle grosseur passe aussi près de la Terre environ une fois tous les deux ans[59].
- 2008 TC3 est le premier astéroïde détecté et suivi dans l'espace avant sa chute sur Terre le 7 octobre 2008.
- Le 2 mars 2009, à 13 heures 40 minutes UTC, l'astéroïde 2009 DD45 passe à une distance estimée à 72 000 kilomètres de la surface terrestre. Cet astéroïde a un diamètre d'environ 35 mètres[60].
- Le 13 janvier 2010, à 12 heures 46 minutes UTC, l'astéroïde géocroiseur 2010 AL30 passe à environ 122 000 kilomètres de la planète[61]. Il a une envergure d'approximativement 10 à 15 mètres.
- Le NEO J002E3 représente un cas particulier. Cet objet est probablement le troisième étage de la fusée Saturn V utilisée pour la mission Apollo 12. J002E3 aurait quitté le système Terre-Lune pour une orbite solaire en 1971, avant d'être recapturé par notre planète en 2002. On pense que J002E3 a quitté l'orbite de la Terre en juin 2003, et qu'il pourrait revenir en orbite autour de la Terre vers 2032[62].
- Le 15 février 2013, l'astéroïde géocroiseur (367943) Duende (2012 DA14) est passé à seulement 0,09 distance lunaire (34 000 kilomètres) de la Terre[63].